# Бабушкинский район (Москва, 1969—1991)
Бабушкинский район — бывшая единица административного деления города Москвы, существовавшая с 1969
 до 1991 года. Район располагался на северо-востоке города.
Бабушкинский район Москвы был образован в 1969 году указом от 25 ноября 1968 г. Президиума Верховного Совета РСФСР.
В 1991 году Бабушкинский район был ликвидирован. На его территории были образованы муниципальные округа «Ярославский», «Лосиноостровский», «Бабушкинский», «Свиблово» и «Ростокино», с 1995 года получившие статус районов Москвы с соответствующими названиями — Ярославский район, Лосиноостровский район, Бабушкинский район, Свиблово и Ростокино.

## Население
| 345 392 | 310 546 | 343 144 |